# Sumedang Utara
Sumedang Utara är ett distrikt (kecamatan) i Indonesien.   Det ligger i provinsen Jawa Barat, i den västra delen av landet, 140 km sydost om huvudstaden Jakarta.
Tropiskt monsunklimat råder i trakten. Årsmedeltemperaturen i trakten är 20 °C. Den varmaste månaden är oktober, då medeltemperaturen är 22 °C, och den kallaste är december, med 18 °C. Genomsnittlig årsnederbörd är 3 330 millimeter. Den regnigaste månaden är december, med i genomsnitt 520 mm nederbörd, och den torraste är september, med 33 mm nederbörd.